# Conotrachelus egregius
Conotrachelus egregius – gatunek chrząszcza z rodziny ryjkowcowatych.

## Zasięg występowania
Ameryka Południowa, występuje w Brazylii.

## Budowa ciała
Przednia krawędź pokryw znacznie szersza od przedplecza oraz pofałdowana; na pokrywach podłużne garbki.